# Tearin' Up My Heart
"Tearin 'Up My Heart" é uma música da boy band norte-americana NSYNC. Foi lançado como o segundo single do seu álbum de estréia auto-intitulado. Em 2007, a VH1 listou a música como a 30ª maior música dos anos 90; em 2009, no America's Best Dance Crew, foi dado aos Massive Monkees no VMA Challenge. A música aparece também na compilação Greatest Hits, lançada em 2005. A música foi oferecida originalmente para os Backstreet Boys, mas acabou sendo oferecida ao grupo  NSYNC.

## Vídeo musical
O videoclipe foi filmado e dirigido por Stefan Ruzowitzky de 12 a 15 de janeiro de 1997, no Old Warehouse 34, em Miami, Flórida, e possui dança coreografada dos membros do NSYNC, jogando golfe e participando de uma sessão de fotos. Originalmente, uma garota deveria estar na cama com Justin Timberlake em suas cenas solo, mas essa ideia foi rejeitada, já que Timberlake tinha apenas 15 anos na época. Ele pode ser visto descalço na cama sozinho. A rotina de dança mostrada no vídeo é essencialmente a mesma usada para apresentações em concertos ou programas de TV. Foi lançado internacionalmente em fevereiro de 1997.

## Lista de faixas
- Alemanha (1997)

CD1 (74321 45150 2)
1. "Tearin' Up My Heart" (Radio Edit) – 3:26
2. "Tearin' Up My Heart" (Extended Version) – 4:45
3. "Tearin' Up My Heart" (Phat Dub) – 6:28
4. "Tearin' Up My Heart" (Phat Swede Instrumental) – 6:44

CD2 – The Remix (74321 47245 2)
1. "Tearin' Up My Heart" (Phat Radio) – 4:07
2. "Tearin' Up My Heart" (Phat Swede Club Mix) – 6:44
3. "Tearin' Up My Heart" (Phat Dub) – 6:28
4. "Tearin' Up My Heart" (Extended Version) – 4:45
5. "Tearin' Up My Heart" (Radio Edit) – 3:26

Limited edition digipak (74321 50515 2)
1. "Tearin' Up My Heart" (Radio Edit) – 3:26
2. "Tearin' Up My Heart" (Phat Swede Club Mix) – 6:44
3. "More Than a Feeling" – 3:44

Limited edition heart shaped CD
1. "Tearin' Up My Heart" (Radio Edit) – 3:26
2. "Tearin' Up My Heart" (Extended Version) – 4:45

- Reino unido e América (1998)

CD1 (74321675852)
1. "Tearin' Up My Heart" (Beat Back Radio Edit) – 3:29
2. "You Got It" – 3:33
3. "Tearin' Up My Heart" (Riprock & Alex G's Heart Edit) – 3:52

CD2 (74321675832)
1. "Tearin' Up My Heart" (Original Version) – 3:31
2. "Crazy for You" – 3:41
3. Exclusive interview – 10:48

- Austrália (1998)

1. "Tearin' Up My Heart" (Original Version) – 3:30
2. "Tearin' Up My Heart" (Beat Back Radio Edit) – 3:28
3. "Tearin' Up My Heart" (Riprock and Alex G's Heart & Key Edit) – 3:51
4. "Tearin' Up My Heart" (JJ Flores Main Level Edit) – 3:52

- Reino Unido (2016)

1. "Tearin' Up My Heart" - 3:30
2. "Better Men" - 3:22
3. "My Way" - 4.35
4. "Tearin' Up My Heart" (Instrumental) - 3:30

## Desempenho nas tabelas musicais
| Parada (1997–99)                             | Posição |
| -------------------------------------------- | ------- |
| Alemanha (Paradas de singles da Alemanha)    | 4       |
| Austrália (ARIA)                             | 20      |
| Áustria (Ö3 Austria Top 75)                  | 4       |
| Canadá Top Singles (RPM)                     | 3       |
| Escócia (Paradas de singles da Escócia)      | 10      |
| Estados Unidos (Billboard Hot 100)           | 59      |
| Estados Unidos (Billboard Hot 100 Airplay)   | 15      |
| Estados Unidos (Billboard Adult Top 40)      | 39      |
| Estados Unidos (Billboard Mainstream Top 40) | 6       |
| Estados Unidos (Billboard Rhythmic)          | 19      |
| Irlanda (Paradas de singles da Irlanda)      | 18      |
| Nova Zelândia (Recorded Music NZ)            | 19      |
| Países Baixos (Single Top 100)               | 31      |
| Reino Unido (UK Singles Chart)               | 9       |
| Suécia (Sverigetopplistan)                   | 6       |
| Europa (European Hot 100)                    | 11      |

| Parada (1997)                           | Posição |
| --------------------------------------- | ------- |
| Alemanha (Paradas oficiais da Alemanha) | 30      |
| Europa (European Hot 100)               | 86      |

## Prêmios e nomeações

### MTV Video Music Awards
| Ano  | Nomeado / trabalho    | Prêmio                | Resultado |
| ---- | --------------------- | --------------------- | --------- |
| 1999 | "Tearin' Up My Heart" | Melhor Vídeo de Pop   | Nomeado   |
| 1999 | "Tearin' Up My Heart" | Melhor Vídeo de Grupo | Nomeado   |
| 1999 | "Tearin' Up My Heart" | Escolha do Público    | Nomeado   |